# Altopedaliodes
Genre
Altopedaliodes est un genre de papillons de la famille des Nymphalidae, de la sous-famille des Satyrinae, de la tribu des Satyrini.

## Dénomination
Le nom de Altopedaliodes leur a été donné par Walter Forster en 1964.

## Liste des espèces
- Altopedaliodes cocytia (C. & R. Felder, 1867) ; présent en Colombie
- Altopedaliodes kruegeri Pyrcz, 1999 ; présent en Équateur.
- Altopedaliodes nebris (Thieme, 1905) ; présent en Colombie
- Altopedaliodes pasicles (Hewitson, 1872) ; présent en Équateur.
- Altopedaliodes perita (Hewitson, 1868) ; présent en Équateur.
- Altopedaliodes reissi (Weymer, 1890) ; présent en Colombie
- Altopedaliodes tena (Hewitson, 1869) ; présent en Colombie et en Équateur.
- Altopedaliodes zsolti Pyrcz & Viloria, 1999 ; présent en Équateur.

### Source
- (en) funet